# Сунь Нань (конькобежец)
Сунь Нань (кит. упр. 孙楠, пиньинь Sun Nan, род. 15 октября 1998 года) — китайская конькобежка. Чемпион мира и призёр чемпионата мира среди юниоров.

## Биография
Сунь Нань начала заниматься конькобежным спортом в возрасте 10 лет. Выступает за команду провинции Хэйлунцзян.
С 2012 года выступает в национальных чемпионатах, а в сезоне 2013/14 дебютировала на Кубке мира среди юниоров чемпионате мира среди юниоров. В декабре 2014 года она выиграла чемпионат Китая среди юниоров в мини-многоборье. На чемпионате мира среди юниоров в Варшаве в 2015 году выиграла "бронзу" на дистанции 500 м и "серебро" в командном спринте. В марте на чемпионате Китая в Харбине заняла 3-е место на дистанции 500 м. 
В том же 2015 году она получила травму лодыжки, на полное заживление которой ушло два года. В январе 2016 года Нань на 13-х национальных зимних играх в Урумчи выиграла"серебро" на дистанциях 500 м и 1500 м среди девушек-юниорок. В том же году выступала на юниорском чемпионате мира в Чанчуне, где заняла лучшее 6-е место на дистанции 1000 метров, а также 4-е место в составе сборной Китая в командной гонке преследования. В октябре на чемпионате Китая на отдельных дистанциях она заняла 2-е место в забеге на 1000 м. 
На Кубке мира среди юниоров в сезоне 2016/17 Сунь Нань выиграла несколько подиумов, после чего на юниорском чемпионате мира в Хельсинки выиграла серебряную медаль на дистанции 500 м и золотую медаль в командном спринте. В феврале дебютировала на чемпионате мира в спринтерском многоборье в Калгари, где заняла 23-е место.
В 2018 году она не смогла пробиться на зимние Олимпийские игры в Пхёнчхане и участвовала только на нескольких этапах юниорского Кубка мира. В марте 2019 года она заняла 2-е место в командном спринте и 7-е в многоборье на национальном чемпионате, а в 2020 году стала только 10-й в спринте.

## Награды
- 2014 год — названа Элитной спортсменкой национального класса Главным управлением спорта Китая.
- 2018 год — названа Элитной спортсменкой международного класса Главным управлением спорта Китая.